# 1. československá liga v házené žen 1982/1983
Předchozí sezóna: 1981/82
Následující sezóna: 1983/84

## Stupně vítězů
| Zlato            | Stříbro           | Bronz      | 4 místo    |
| ---------------- | ----------------- | ---------- | ---------- |
| Štart Bratislava | Iskra Partizánske | ZVL Prešov | Duslo Šaľa |

## Systém soutěže
Nejvyšší soutěže v házené žen na území Československa se v sezóně 1982/83 zúčastnilo celkem 10 klubů. Hrálo se dvoukolově systémem každý s každým, poté se mužstva rozdělila do tří skupin, první 4 týmy se utkaly čtyřikrát každý s každým o titul, další tři třiřikrát každý s každým o 5. - 7. místo a poslední tři třikrát každý s každým o udržení v soutěti. Sestoupily poslední 2 týmy, další ročník se hrál jen s 8 účastníky.

## Konečná tabulka
| Poř. | Tým                   | Z  | V  | R | P  | VG  | OG  | B  |
| ---- | --------------------- | -- | -- | - | -- | --- | --- | -- |
| 1.   | Štart Bratislava      | 30 | 18 | 6 | 6  | 665 | 577 | 42 |
| 2.   | Iskra Partizánske     | 30 | 15 | 9 | 6  | 625 | 542 | 39 |
| 3.   | ZVL Prešov            | 30 | 15 | 6 | 9  | 656 | 625 | 36 |
| 4.   | Duslo Šaľa            | 30 | 13 | 4 | 13 | 574 | 616 | 30 |
| 5.   | Družstevník Topoľníky | 24 | 13 | 0 | 11 | 503 | 502 | 25 |
| 6.   | Inter Bratislava      | 24 | 10 | 2 | 12 | 544 | 547 | 22 |
| 7.   | TJ Gottwaldov         | 24 | 9  | 3 | 12 | 489 | 511 | 21 |
| 8.   | TTS Trenčín           | 24 | 9  | 3 | 12 | 465 | 479 | 21 |
| 9.   | Odeva Hlohovec        | 24 | 5  | 5 | 14 | 440 | 492 | 15 |
| 10.  | Zora Olomouc          | 24 | 5  | 2 | 17 | 431 | 501 | 12 |

## Tabulka po 18. kole
| Poř. | Tým                   | Z  | V  | R | P  | VG  | OG  | B  |
| ---- | --------------------- | -- | -- | - | -- | --- | --- | -- |
| 1.   | Štart Bratislava      | 18 | 11 | 4 | 3  | 401 | 344 | 26 |
| 2.   | ZVL Prešov            | 18 | 11 | 3 | 4  | 404 | 365 | 25 |
| 3.   | Iskra Partizánske     | 18 | 9  | 6 | 3  | 387 | 323 | 24 |
| 4.   | Duslo Šaľa            | 18 | 11 | 2 | 5  | 339 | 339 | 24 |
| 5.   | Družstevník Topoľníky | 18 | 11 | 0 | 7  | 377 | 366 | 22 |
| 6.   | Inter Bratislava      | 18 | 7  | 2 | 9  | 386 | 396 | 16 |
| 7.   | TJ Gottwaldov         | 18 | 5  | 3 | 10 | 354 | 379 | 13 |
| 8.   | Odeva Hlohovec        | 18 | 4  | 5 | 9  | 333 | 360 | 13 |
| 9.   | TTS Trenčín           | 18 | 5  | 2 | 11 | 339 | 367 | 12 |
| 10.  | Zora Olomouc          | 18 | 2  | 1 | 15 | 306 | 387 | 5  |

Poznámky:
Z = Odehrané zápasy; V = Vítězství; R = Remízy; P = Prohry; VG = Vstřelené góly; OG = Obdržené góly; B = Body